# Finlandia ai X Giochi olimpici invernali
La Finlandia partecipò ai X Giochi olimpici invernali, svoltisi a Grenoble, Francia, dal 6 al 18 febbraio 1968, con una delegazione di 52 atleti impegnati in sette discipline.

## Medagliere

### Per discipline
| Sport                   | Oro | Argento | Bronzo | Totale |
| ----------------------- | --- | ------- | ------ | ------ |
| Pattinaggio di velocità | 1   | 1       | 0      | 2      |
| Sci di fondo            | 0   | 1       | 2      | 3      |
| Totale                  | 1   | 2       | 2      | 5      |

### Medaglie
| Medaglia | Atleta                                                         | Sport                   | Evento             |
| -------- | -------------------------------------------------------------- | ----------------------- | ------------------ |
| Oro      | Kaija Mustonen                                                 | Pattinaggio di velocità | 1500 m femminile   |
| Argento  | Kaija Mustonen                                                 | Pattinaggio di velocità | 3000 m femminile   |
| Argento  | Eero Mäntyranta                                                | Sci di fondo            | 15 km maschile     |
| Bronzo   | Eero Mäntyranta                                                | Sci di fondo            | 30 km maschile     |
| Bronzo   | Kalevi Oikarainen Hannu Taipale Kalevi Laurila Eero Mäntyranta | Sci di fondo            | Staffetta maschile |